# Energiminister
Energiminister är den minister i ett lands regering som ansvarar för energifrågor. I flera länder ingår energifrågorna i en större ministerportfölj. I Sverige har energifrågor ofta handlagts i Näringsdepartementet och ibland ingått i näringsministers portfölj. Ibland har det dock funnits särskilda statsråd med ansvar för energifrågor och som benämnts energiminister, till exempel Olof Johansson 1976–1978 och Birgitta Dahl 1982–1990. I regeringen Löfven II ansvarar energi- och digitaliseringsministern, som är statsråd på Infrastrukturdepartementet, för energifrågorna.
I Europeiska kommissionen är motsvarande ämbete kommissionären med ansvar för energifrågor. I Europeiska unionens råd möts energiministrarna och dess motsvarigheter i formationen Rådet för transport, telekommunikation och energi.

## Olika länders motsvarigheter till Energiminister
| Land           | Minister                                         | Ministerium                             |
| -------------- | ------------------------------------------------ | --------------------------------------- |
| Danmark        | Klima-, energi- og bygningsminister              | Klima-, Energi- og Bygningsministeriet  |
| Norge          | Olje- og energiminister                          | Olje- og energidepartementet            |
| Storbritannien | Secretary of State for Energy and Climate Change | Department of Energy and Climate Change |
| Sverige        | Energi och digitaliseringsminister               | Infrastrukturdepartementet              |
| USA            | Secretary of Energy                              | Department of Energy                    |